# Jaiber Jiménez
 (janvier 2023).
Pour les articles homonymes, voir Jiménez.
Jaiber Jiménez Ramírez (né le 7 janvier 1995) est un footballeur mexicain qui joue au poste de défenseur gauche au club de Liga MX Cruz Azul,.

## Statistiques
| Saison                | Club                  | Championnat           | Championnat | Championnat | Coupe(s) nationale(s) | Coupe(s) nationale(s) | Compétition(s) continentale(s) | Compétition(s) continentale(s) | Compétition(s) continentale(s) | Autres compétitions | Autres compétitions | Autres compétitions | Total | Total |
| Saison                | Club                  | Division              | M.          | B.          | M.                    | B.                    | Comp.                          | M.                             | B.                             | Comp.               | M.                  | B.                  | M.    | B.    |
| --------------------- | --------------------- | --------------------- | ----------- | ----------- | --------------------- | --------------------- | ------------------------------ | ------------------------------ | ------------------------------ | ------------------- | ------------------- | ------------------- | ----- | ----- |
| 2019-2020             | Cruz Azul             | Liga MX               | 3           | 0           | -                     | -                     | LCC                            | 2                              | 0                              | -                   | -                   | -                   | 5     | 0     |
| 2020-2021             | Cruz Azul             | Liga MX               | 2           | 0           | -                     | -                     | LCC                            | 2                              | 0                              | -                   | -                   | -                   | 4     | 0     |
| 2021-2022             | Cruz Azul             | Liga MX               | 2           | 0           | -                     | -                     | -                              | -                              | -                              | -                   | -                   | -                   | 2     | 0     |
| 2022-2023             | Cruz Azul             | Liga MX               | 3           | 0           | -                     | -                     | -                              | -                              | -                              | -                   | -                   | -                   | 3     | 0     |
| Sous-total            | Sous-total            | Sous-total            | 10          | 0           | 0                     | 0                     | -                              | 4                              | 0                              | -                   | 0                   | 0                   | 14    | 0     |
| Total sur la carrière | Total sur la carrière | Total sur la carrière | 10          | 0           | 0                     | 0                     | -                              | 4                              | 0                              | -                   | 0                   | 0                   | 14    | 0     |

## Palmarès

### Cruz Azul
- Liga MX : Guardianes 2021[3]
- Campeón de Campeones : 2021
- Supercopa de la Liga MX : 2022